# Sciponacris amazonica
Sciponacris amazonica är en insektsart som beskrevs av Christiane Amédégnato 1985. Sciponacris amazonica ingår i släktet Sciponacris och familjen gräshoppor. Inga underarter finns listade i Catalogue of Life.